# خوسيه لويس فرنانديز
خوسيه لويس فرنانديز (بالإسبانية: José Luis Fernández)‏ (26 أكتوبر 1987 ببوينس آيرس في الأرجنتين - ) هو لاعب كرة قدم أرجنتيني في مركز الوسط. شارك مع منتخب الأرجنتين لكرة القدم. أما مع النوادي، فقد لعب مع إستوديانتيس دي لا بلاتا وروزاريو سنترال وغودوي كروز ونادي أولهانينسي ونادي بنفيكا ونادي راسينغ.

## مسيرته الكروية
لعب خوسيه لويس فرنانديز خلال مسيرته الاحترافية مع 8 أندية في سبعة عشر موسمًا وسجل خلالها 14 هدفًا ضمن 188 مباراة. حيث فاز في موسم واحد بالكأس ولم يفز بأي دوري.
خاض خوسيه لويس فرنانديز مسيرته مع نادي راسينغ في موسم 2007–08 ليلعب معه أربعة مواسم، مشاركًا في 38 مباراة سجل خلالها 3 أهداف. ثم انتقل إلى نادي بنفيكا في موسم 2010–11 لمدة موسم واحد، حيث شارك في مباراتين ولم يسجل أي هدف. لينتقل بعدها إلى نادي إستوديانتيس دي لا بلاتا في موسم 2011–12 لمدة موسم واحد، مشاركًا في 5 مباريات ولم يسجل أي هدف أيضًا. ثم انتقل إلى نادي غودوي كروز في موسم 2012–13 واستمر معه طيلة ثلاثة مواسم، مشاركًا في 70 مباراة سجل خلالها 8 أهداف. هذا وانتقل لاحقًا إلى نادي روزاريو سنترال في موسم 2015 ليلعب معه خمسة مواسم، مشاركًا في 57 مباراة سجل خلالها 3 أهداف. ثم انتقل بعدها إلى نادي ديفنسا خوستيكا في موسم 2018–19 لمدة موسم واحد، مشاركًا في مباراة ولم يسجل أي هدف. ليعود وينتقل من جديد، لكن هذه المرة إلى نادي أتليتيكو توكومان في موسم 2019–20 لمدة موسم واحد، مشاركًا في 14 مباراة ولم يسجل أي هدف أيضًا.

## وصلات خارجية
- خوسيه لويس فرنانديز على موقع قاعدة بيانات كرة القدم.إي يو (الإنجليزية)
- خوسيه لويس فرنانديز على موقع ناشيونال فوتبول تيمز (الإنجليزية)
- خوسيه لويس فرنانديز على موقع Soccerway.com (الإنجليزية)